# Taretan
Taretan är en ort i Mexiko.   Den ligger i kommunen Taretan och delstaten Michoacán de Ocampo, i den södra delen av landet, 290 km väster om huvudstaden Mexico City. Taretan ligger 1 145 meter över havet och antalet invånare är 6 449.
Terrängen runt Taretan är lite bergig, och sluttar söderut. Runt Taretan är det ganska glesbefolkat, med 47 invånare per kvadratkilometer. Närmaste större samhälle är Uruapan, 16,8 km nordväst om Taretan. I omgivningarna runt Taretan växer huvudsakligen savannskog.